# Rubus trijugus
Rubus trijugus là loài thực vật có hoa trong họ Hoa hồng. Loài này được Focke miêu tả khoa học đầu tiên năm 1911.